# Норт-Орора
Норт-Оро́ра (англ. North Aurora) — посёлок в пригороде Чикаго, расположенный в округе Кейн, штат Иллинойс, США. По данным переписи, численность его населения в 2010 году составляла 16 760 человек. Норт-Орора имеет свою собственную районную библиотеку, пожарную часть и полицейский участок, однако общественные места и парки находятся под юрисдикцией прилегающего к посёлку района Fox Valley Park.

## История
Норт-Орора на раннем этапе своей истории была известна как «Мельница Шнайдера» или «Переправа Шнайдера», благодаря немецкому иммигранту Джону Питеру Шнайдеру, который в 1834 году построил мельницу и плотину на реке Фокс. Начальная школа Шнайдера, расположенная на восточном берегу реки, была названа в его честь.
Посёлок получил своё название в связи с географическим положением к северу от города Орора. Проведённая в 1880 году американская перепись населения, стала первой федеральной переписью, использовавшей название «Посёлок Норт-Орора», которое официально было учреждено только в 1905 году.

## Государственные учреждения

### Школы
Дети школьного возраста в Норт-Ороре посещают пять общеобразовательных заведений в 129-м Западноорорском школьном образовательном округе, независимо от того, на каком берегу реки они проживают. За исключением только тех семей, чьи дома были построены в отдалённой северо-восточной части посёлка, где дети посещают 101-й Батавийский школьный округ. В начале 1960-х годов, принадлежавший ранее посёлку район, отошёл к Ороре.

### Полиция
В посёлке числятся 28 полицейских, включая начальника отделения и двух его заместителей. Продолжительное время в качестве служебного помещения использовался сельский клуб, однако в 2010 году было открыто новое отделение полиции, расположенное на 200 S Lincolnway Street (IL Rt 31). Несмотря на свою независимость, подразделение частично взаимодействует с полицейским департаментом Ороры. Например, в том случае, если полиция Норт-Ороры не отвечает, звонок автоматически будет переадресован в службу 911 центра экстренного реагирования Ороры.

### Пожарная часть
Район противопожарной безопасности Норт-Ороры полностью покрывает территорию посёлка. Станция № 1 открыта в 1963 году на углу штата и Монро, а станция № 2, находящаяся по адресу 2201 Tanner Road, открылась 16 марта 2007 года. Постановлением администрации сельского поселения № 21 в качестве службы добровольной пожарной охраны в 1908 году создан департамент пожарной безопасности Норт-Ороры. 7 июля 1958 года подразделение было переименовано в Норт-Орору и район по защите от пожаров в сельской местности для того, чтобы охватывать территорию за пределами посёлка. 1 ноября 1993 года район обрёл начальника пожарной охраны в качестве своего первого полноценного сотрудника, а через месяц ещё двух штатных пожарных.

## География
Норт-Орора находится в координатах 41°48′31″ с. ш. 88°20′31″ з. д.. На юго-востоке посёлок граничит с городом Орора, на севере — с Батейвией. Вдоль южной границы посёлка проходит автомагистраль I-88 со съездами транспортных развязок 114 и 117. Протяжённость шоссе на востоке до Хиллсайда в пригороде Чикаго составляет 37 км, а на западе до «Четырёх городов» — 188 км. Деловой центр Чикаго находится в 61 км к востоку от Норт-Ороры.
Согласно переписи 2010 года, Норт-Орора имеет общую площадь равную 19,16 квадратным километрам, из которых 18,60 квадратных километров (или 97,08 %) приходится на сушу, а 0,56 квадратных километров (или 2,92 %) составляет вода. С севера на юг через посёлок протекает река Фокс.

## Демография
| Год переписи                    | Нас.  |        | %±     |
| ------------------------------- | ----- | ------ | ------ |
| 1910                            | 352   |        | —      |
| 1920                            | 458   |        | 30,1%  |
| 1930                            | 682   |        | 48,9%  |
| 1940                            | 772   |        | 13,2%  |
| 1950                            | 921   |        | 19,3%  |
| 1960                            | 2088  |        | 126,7% |
| 1970                            | 4833  |        | 131,5% |
| 1980                            | 5205  |        | 7,7%   |
| 1990                            | 5940  |        | 14,1%  |
| 2000                            | 10585 |        | 78,2%  |
| 2010                            | 16760 |        | 58,3%  |
| 2018                            | 18124 | [ 10 ] | 8,1%   |
| 1910–2018 U.S. Decennial Census |       |        |        |

По данным переписи 2000 года в посёлке насчитывалось 10 585 человек, 4019 домохозяйств и 2833 семьи, тогда как плотность населения составляла 792,0 человека на квадратный километр. Кроме того, насчитывалось 4220 единиц жилья при средней плотности 315,8 на квадратный километр. Расовый состав посёлка Норт-Орора распределился следующим образом: 87,71 % белого населения, 4,48 % афроамериканцев, 0,21 % коренных народов, 2,54 % азиатов, 0,03 % жителей Океании, 1,71 % представителей смешанных рас и 3,33 % других народностей, причём доля испаноязычного населения или латиноамериканцев составила 9,68 % от всех жителей.
Из 4019 домохозяйств — 36,0 % воспитывали детей в возрасте до 18 лет, проживающих с ними, 59,4 % представляли собой совместно проживающие супружеские пары, 8,1 % состояли из неполных семей, где женщины проживали без мужей, и 29,5 % вообще несемейных. 24,5 % от общего числа семей на момент переписи жили самостоятельно, причём 8,3 % составили одинокие пожилые люди в возрасте 65 лет и старше. Средний показатель домохозяйства составил 2,60, тогда как семьи — 3,14.
Возрастной состав населения распределился таким образом — 27,1 % жителей младше 18 лет, 6,8 % от 18 до 24 лет, 36,6 % от 25 до 44 лет, 19,7 % от 45 до 64 лет и 9,9 % в возрасте 65 лет и старше, тогда как средний возраст составлял 34 года, причём на каждые 100 женщин в Норт-Ороре приходилось 97,7 мужчин, а на каждые 100 женщин в возрасте от 18 лет и старше — 95,1 мужчин.
Средний доход домохозяйства в посёлке составлял 58 557 долларов, а средний доход семьи — 70 780 долларов США. Мужчины имели средний доход от 48 579 долларов против 31 522 долларов США, получаемых женщинами. Доход на душу населения в посёлке составлял 25 552 доллара США. Около 1,5 % семей и 3,0 % жителей находились за чертой бедности, в том числе 1,9 % из них были моложе 18 лет и 10,1 % относились к лицам в возрасте 65 лет и старше.
Специальная перепись, проведённая в Норт-Ороре летом 2007 года, показала, что численность населения возросла и составила 15 893 человека. Таким образом прирост населения увеличился на 2129 жителей, и составил 15,5 % от общего количества последней специальной переписи, которая была проведена в 2004 году.

## Средства массовой информации
Общественный колледж Waubonsee запустил образовательный телевизионный канал 99 WCC ETV.